# Sindhulpalchok (huyện)
Sindhulpalchok (tiếng Nepal:सिन्धुपाल्चोक) là một huyện thuộc khu Bagmati, vùng Trung Nepal, Nepal. Huyện này có diện tích 2542 km², dân số thời điểm năm 2011 là 287,798 người.

## Dân số
Biến động dân số giai đoạn 1952-2011:
| Năm    | 1952   | 1961   | 1971   | 1981   | 1991   | 2001   | 2011   |
| ------ | ------ | ------ | ------ | ------ | ------ | ------ | ------ |
| Dân số | 174630 | 186492 | 147409 | 232326 | 261025 | 305857 | 287798 |